# Lena Viktorovna Zimina
Pour l’article homonyme, voir Zimina.
Lena Viktorovna Zimina, également connue sous le nom de Lena Viktorovna Simina (en russe : Лена Викторовна Зимина), est une entomologiste russe née le 27 mars 1925 à Moscou et décédée dans cette même ville le 10 avril 2009. Chercheuse au Museum zoologique de l'Université d'État de Moscou, elle est notamment connue pour ses travaux à propos des diptères des familles Conopidae et Syrphidae.
Après avoir terminé ses études secondaires en 1944, Lena Zimina entre au département d'entomologie de la faculté biologique de l'Université d'État de Moscou. Durant ses études, elles est entourée par de jeunes chercheurs dynamiques qui deviendront des zoologistes de renom. Elle acquiert son goût pour les diptères lors d'explorations entomologiques au sein du zapovednik d'Oka, situé dans la Réserve naturelle de Prioksko-Terrasny (en) près de Moscou. Le matériel collecté et ses observations lui permettront de publier en 1957 ses premiers travaux portant sur la faune des Syrphidae de la réserve et le comportement floricole des imagos. Pour son mémoire, elle étudie en profondeur les détails morphologiques de cette famille tels que les pièces buccales ou le tractus intestinal. Lors d'un voyage à l'Institut zoologique de Leningrad, elle rencontre le systématicien des Syrphidae Stackelberg, qui deviendra son mentor.
Après avoir réussi ses examens en 1949, elle entre au Museum zoologique de l'Université d'État de Moscou où elle travaillera durant les 40 années de sa carrière. Elle y œuvre à la réalisation et à l'organisation de la collection de diptères du Museum (Syrphidae, Conopidae, Stratiomyidae, Platystomatidae, Nemestrinidae, Mydidae et Pyrgotidae) et des crustacés Isopoda. De 1950 à 1976, elle voyage beaucoup à travers l'URSS, récoltant et analysant les ordres qu'elle affectionne. Les étés sont alloués aux escapades et les hivers au travail de laboratoire. Ses pérégrinations la mènent à Moscou (1950–1978), Volgograd (1950–1951), en Transcarpathie (1964), Moldavie (1973), Crimée (1975–1976), Arménie (1955, 1957, 1959), Azerbaïdjan (1958, 1969), au Kirghizistan (1952, 1956), Turkménistan (1970), Tadjikistan (1953), Kazakhstan (1965), à Tuva (1971), en Bouriatie (1961), Yakoutie (1974) et au Primorié (1962, 1963).
Durant sa carrière, Lena Zimina décrit trois genres et 30 nouvelles espèces de Conopidae et Syrphidae ; et sa collection de diptères comporte aujourd'hui plus de 100 000 spécimens. Ses nombreuses études et clef de déterminations portant sur ces familles sont aujourd'hui des références. Parallèlement, Lena Zimina est un membre actif des Sociétés d'entomologies russe et ukrainienne. D'un point de vue personnel, elle est proche des entomologistes D.V. Panfilov et A.N. Zhelokhovtsev.
N'ayant pas eu le temps d'achever sa monographie des Conopidae de Russie, elle décède le 10 avril 2009 à 84 ans.